# Крістіан Айґлер
Крістіан Айґлер (нім. Christian Eigler, нар. 1 січня 1984, Рот) — німецький футболіст, що грав на позиції нападника.
Виступав, зокрема, за клуби «Гройтер» та «Інгольштадт 04», а також молодіжну збірну Німеччини.

## Клубна кар'єра
Народився 1 січня 1984 року в місті Рот.
У дорослому футболі дебютував 2002 року виступами за команду «Гройтер», у якій провів чотири сезони, взявши участь у 89 матчах чемпіонату. Більшість часу, проведеного у складі «Гройтера», був основним гравцем атакувальної ланки команди.
Своєю грою за цю команду привернув увагу представників тренерського штабу клубу «Армінія» (Білефельд), до складу якого приєднався 2006 року. Відіграв за білефельдський клуб наступні два сезони своєї ігрової кар'єри. Граючи у складі білефельдської «Армінії» також здебільшого виходив на поле в основному складі команди.
У 2008 році уклав контракт з клубом «Нюрнберг», у складі якого провів наступні чотири роки своєї кар'єри гравця.  Тренерським штабом нового клубу також розглядався як гравець «основи».
З 2012 року три сезони захищав кольори клубу «Інгольштадт 04». 
Завершив ігрову кар'єру у команді «Унтеррейхенбах», за яку виступав протягом 2017—2022 років.

## Виступи за збірну
У 2006 році залучався до складу молодіжної збірної Німеччини. На молодіжному рівні зіграв в одному офіційному матчі.

## Титули і досягнення
- Кращий бомбардир Другої Бундесліги: 2005-2006 (18 м'ячів)